# Isberbasch
Isberbasch (russisch Избербаш) ist eine Stadt in der nordkaukasischen Republik Dagestan in Russland mit 55.646 Einwohnern (Stand 14. Oktober 2010).

## Geografie
Die Stadt liegt am Nordostrand des Großen Kaukasus etwa 60 km südöstlich der Republikhauptstadt Machatschkala am Kaspischen Meer.
Isberbasch ist der Republik administrativ direkt unterstellt.
Die Stadt liegt an der auf diesem Abschnitt im Jahre 1900 eröffneten Hauptstrecke der Nordkaukasus-Eisenbahn Rostow am Don–Machatschkala–Baku (Streckenkilometer 2347 ab Moskau). Durch Isberbasch führt auch die Fernstraße M29 Rostow am Don–aserbaidschanische Grenze.

## Geschichte
1932 entstand in der Nähe des alten Dorfes Isberbasch im Zusammenhang mit der Erschließung einer Erdöllagerstätte eine gleichnamige Arbeitersiedlung, die 1949 das Stadtrecht erhielt. Der Ortsname steht auf Kumykisch etwa für Spur auf dem Kopf, oder aber Spur eines Kopfes am Berg.

### Bevölkerungsentwicklung
| Jahr | Einwohner |
| ---- | --------- |
| 1939 | 5.224     |
| 1959 | 11.187    |
| 1970 | 17.299    |
| 1979 | 21.333    |
| 1989 | 28.122    |
| 2002 | 39.365    |
| 2010 | 55.646    |

Anmerkung: Volkszählungsdaten

## Söhne und Töchter der Stadt
- Anatoli Sliwko (1938–1989), Serienmörder
- Wiktor Bolschow (* 1939), Hochspringer